# Sumberjati (Kademangan)
Sumberjati is een bestuurslaag in het regentschap Blitar van de provincie Oost-Java, Indonesië. Sumberjati telt 3753 inwoners (volkstelling 2010).